# Linehan Glacier
Linehan Glacier är en glaciär i Antarktis. Den ligger i Östantarktis. Nya Zeeland gör anspråk på området. Linehan Glacier ligger 1 822 meter över havet.
Terrängen runt Linehan Glacier är kuperad. Trakten är obefolkad. Det finns inga samhällen i närheten. 